# Martin-Gropius-Bau

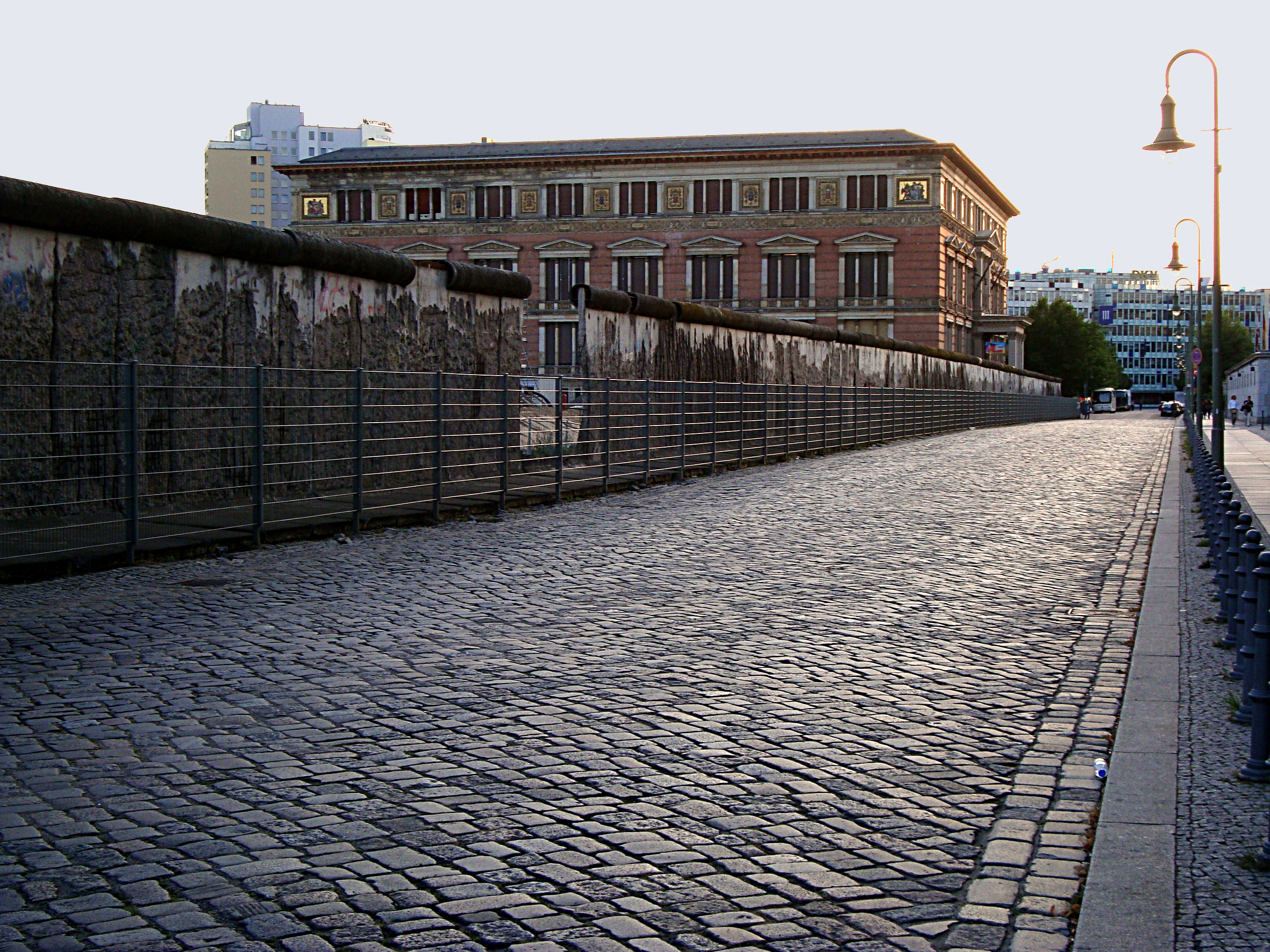
Le Martin Gropius Bau et les vestiges du mur de Berlin.

Le Martin-Gropius-Bau, ancien Musée des Arts Décoratifs, est un lieu d'expositions à Berlin, qui héberge de grandes expositions temporaires. Il se trouve au 7 de la rue Niederkirchner, à Berlin-Kreuzberg. Jusqu'en 1990, le bâtiment se trouvait directement sur la frontière avec le secteur de l'arrondissement de Mitte.

## Histoire et architecture

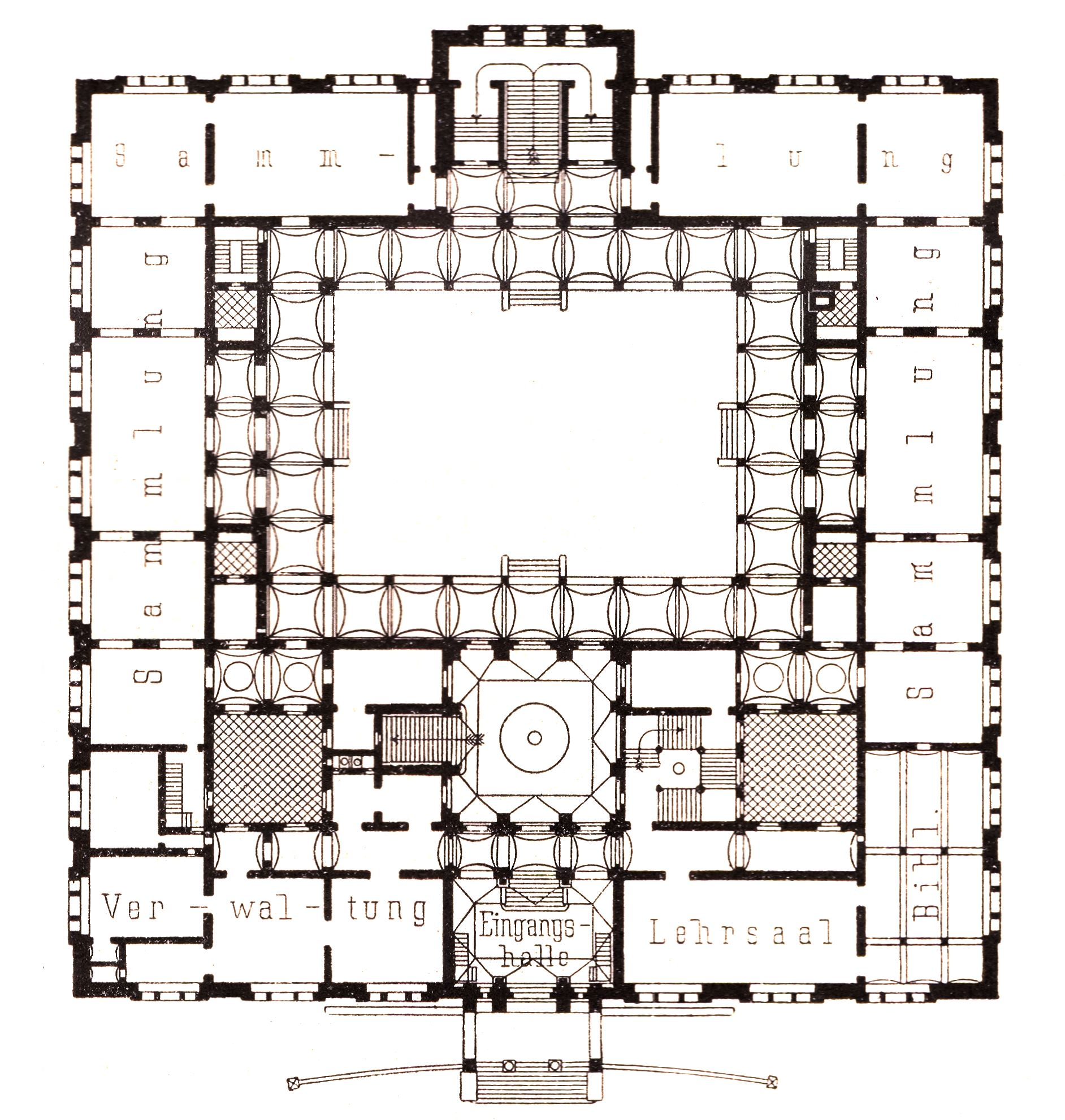
Plan du rez-de-chaussée du Martin-Gropius-Bau

Le bâtiment a été érigé entre 1877 et 1881 par l'architecte Martin Gropius (grand-oncle de Walter Gropius) et Heino Schmieden dans le style de la Renaissance italienne. La partie centrale du bâtiment est un grand hall central, les espaces entre les fenêtres sont décorés de mosaïques et d'armoiries de villes allemandes. Le plan est quadrique, avec des murs longs d'environ 70 m et une hauteur d'environ 26 m.  
Conçu comme Musée des Arts décoratifs, il devient après la Première Guerre mondiale le musée de la Pré- et de la Protohistoire (Museum für Vor- und Frühgeschichte), mais également de collections archéologiques d'origines asiatiques. Durant la Seconde Guerre mondiale, il a été gravement endommagé par les bombes. La reconstruction a commencé en 1978, sous la direction des architectes Winnetou Kampmann (de) et Ute Weström, après que le bâtiment a été placé sous « protection des bâtiments », sur l'initiative de Walter Gropius. L'inauguration eut lieu en 1981, avec l'exposition Schikel, tandis que les travaux de construction avaient encore lieu. 
Une autre rénovation s'est déroulée entre 1998 et 1999, grâce à des subventions fédérales. Pour la réouverture après la transformation, une exposition pour les 50 ans de la République Fédérale a été montrée. Le planning de la reconstruction s'est effectué grâce à la communauté d'architectes Hilmer & Sattler und Albrecht (de), comme Volkhausen et Lubkoll.